# Areszt Śledczy w Warszawie-Służewcu
Areszt Śledczy w Warszawie-Służewcu – areszt śledczy znajdujący się przy ulicy Kłobuckiej 5 w warszawskiej dzielnicy Ursynów.
Areszt zdolny jest pomieścić 1080 osadzonych. Zatrudnia ok. 280 funkcjonariuszy i 20 pracowników cywilnych.

## Historia
W latach 1944–1956 jednostka funkcjonowała jako Ośrodek Pracy Służewiec. Od roku 1957 funkcjonowała jako więzienie karno-śledcze I klasy zdolne pomieścić do 1000 więźniów. Od 1964 r. Zakład Karny w Warszawie Służewcu podlegał Centralnemu Więzieniu nr 1 w Warszawie (obecnie Areszt Śledczy Warszawa-Mokotów). W 1975 r. jednostka ponownie stała się ośrodkiem pracy, a kilka lat później, na początku lat 80., ponownie została przekształcona w zakład karny. W okresie od stycznia 1984 do czerwca 1985 zakład posiadał oddział w Grodzisku Mazowieckim (przywrócony ponownie 1 stycznia 1994 r.).
Od sierpnia 1996 r. obiekt funkcjonował jako Areszt Śledczy posiadający oddziały typu półotwartego dla młodocianych i dorosłych mężczyzn odbywających karę po raz pierwszy (zawieszony od 9 lipca 2009), oddział terapeutyczny dla mężczyzn uzależnionych od alkoholu oraz oddział terapeutyczny dla mężczyzn uzależnionych od środków odurzających lub psychoaktywnych.
Aktualnie areszt jest przeznaczony dla skazanych mężczyzn młodocianych i dorosłych odbywających karę po raz pierwszy w warunkach zakładu karnego typu zamkniętego, tymczasowo aresztowanych, pozostających do dyspozycji Prokuratury Rejonowej Warszawa-Wola, Prokuratury Rejonowej Warszawa-Mokotów, Prokuratury Rejonowej Warszawa-Ochota, Prokuratury Rejonowej w Pruszkowie, Prokuratury Rejonowej w Grodzisku Mazowieckim oraz Sądu Rejonowego dla Warszawy-Woli, Sądu Rejonowego m. st. Warszawy, Sądu Rejonowego dla Warszawy-Mokotowa, Sądu Rejonowego w Pruszkowie, Sądu Rejonowego w Grodzisku Mazowieckim, XVIII Wydziału Karnego Sądu Okręgowego w Warszawie, jak również skazanych i ukaranych wzywanych do udziału w czynnościach procesowych przez wyżej wymienione organy.
Od 2005 r. rozpoczęła się przebudowa i modernizacja budynków aresztu. Stare pawilony zostały zastąpione nowoczesnymi budynkami piętrowymi. W maju 2012 r. został otwarty piąty nowo wybudowany pawilon mieszkalny.